# Suðuroy
Suðuroy (dán.: Suderø, isl.: Suðurey, čes.: jižní ostrov) je čtvrtý největší a nejjižnější Faerský ostrov. Má 163,7 km² a 5 041 obyvatel.

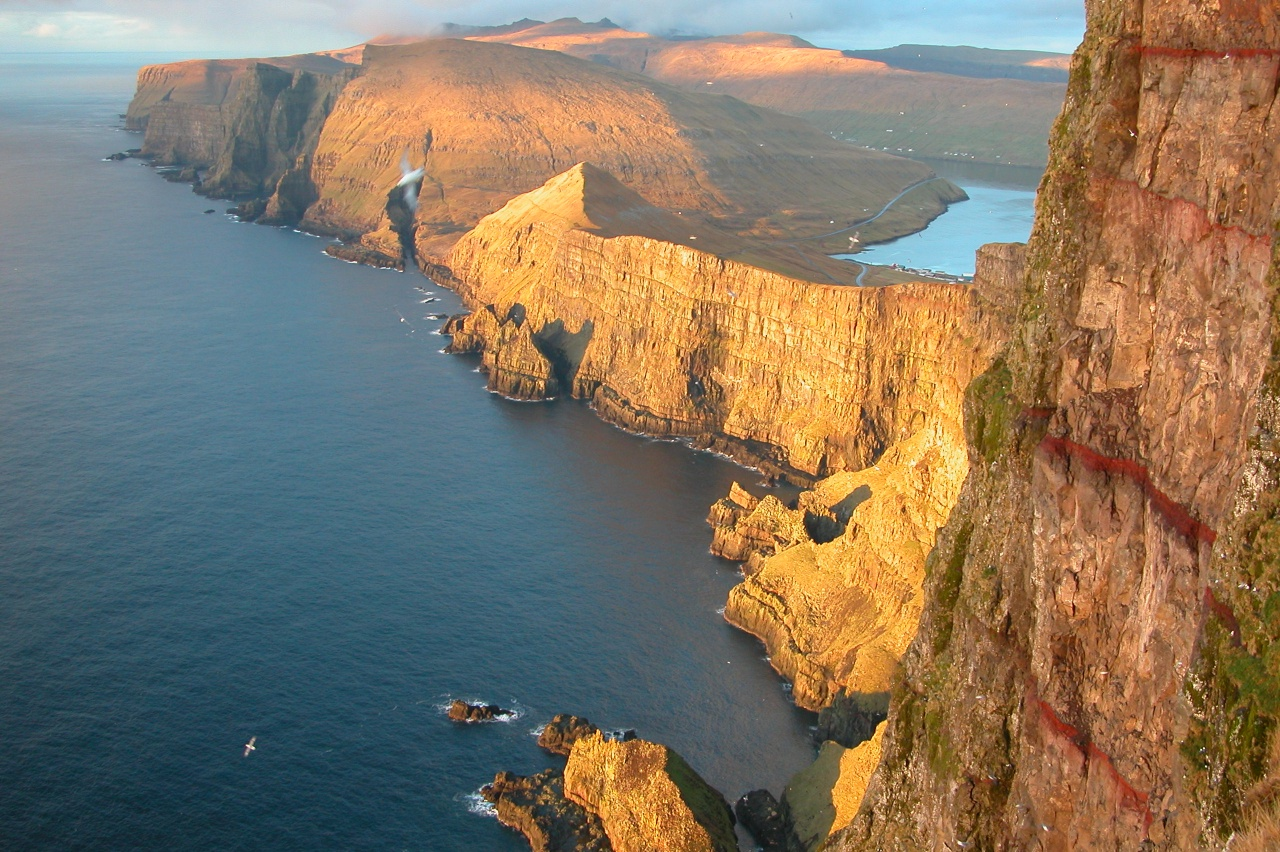
Pohled z hory Beinisvørð na skály u západního pobřeží ostrova

Nejvyšším bodem ostrova je hora Gluggarnir, měřící 610 m, ale známější je rozhodně hora Beinisvørð, která je na západ od vesnice Sumba. Pouze 0,1 % rozlohy ostrova tvoří voda.
Největšími městy jsou:
- Vágur 1 420 obyvatel
- Tvøroyri 1 170 obyvatel
- Hvalba 663 obyvatel
- Trongisvágur 410 obyvatel
- Porkeri 357 obyvatel

## Fotbal
Na ostrově Suðuroy byl v roce 1892 založen nejstarší fotbalový klub na Faerských ostrovech Tvøroyrar Bóltfelag, který byl v té době devátým nejstarším klubem Dánska. Na ostrově jsou další tři fotbalové kluby VB Vágur, Royn z Hvalby a fotbalový klub ze Sumby.

## Turistika
Návštěvníci ostrova Suðuroy sem cestují trajektem z Tórshavnu. Cesta trvá přibližně dvě hodiny a když je hezké počasí, je zde krásný pohled na devět z osmnácti Faerských ostrovů. Jsou to Streymoy, Nólsoy, Hestur, Koltur, Sandoy, Skúvoy, Stóra Dímun, Lítla Dímun a Suðuroy. Na ostrově funguje autobusová doprava, která vede z přístavu Drelnes do ostatních částí ostrova.